# 蜜雪氷城

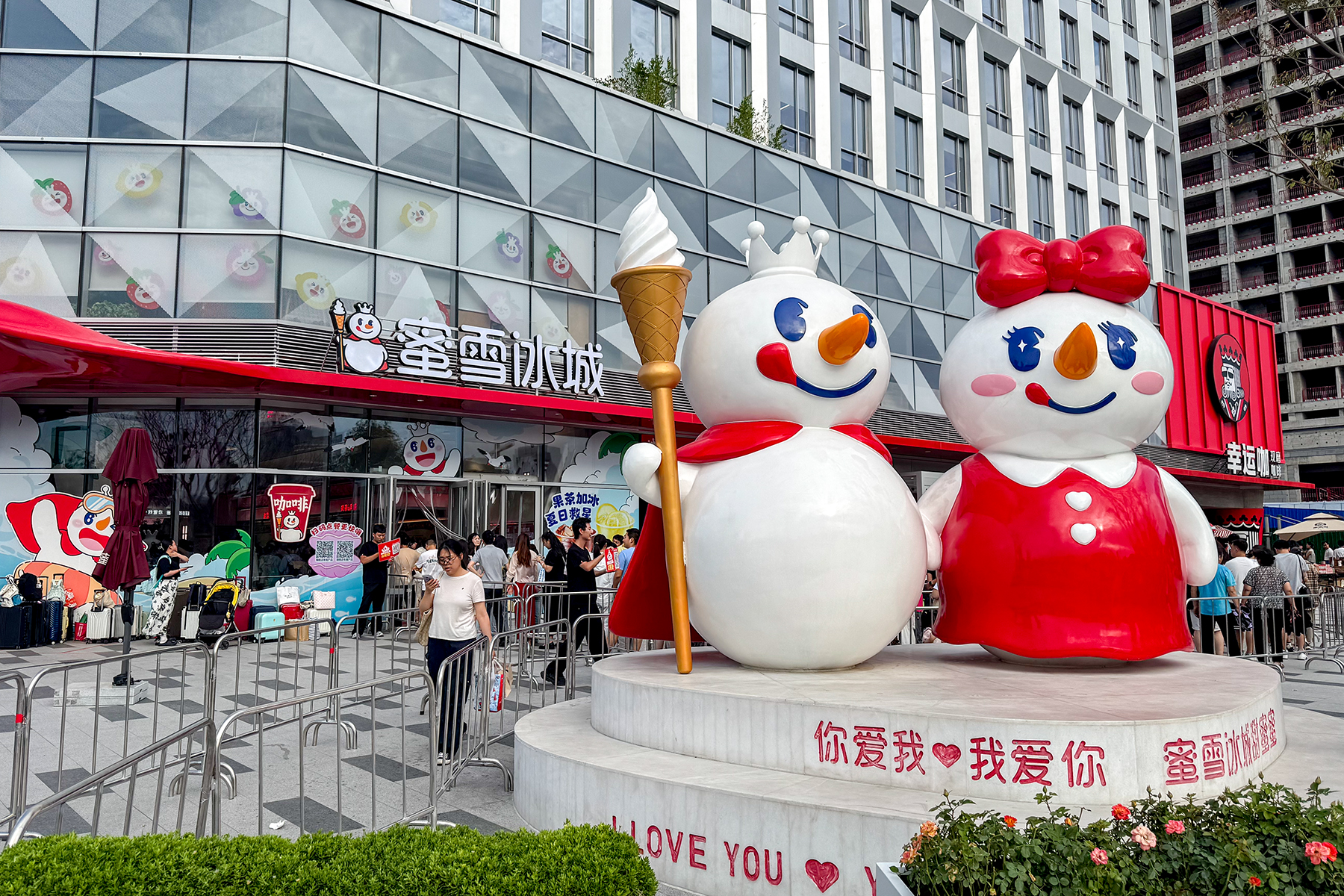
蜜雪冰城本部ビル前のマスコット「雪王」

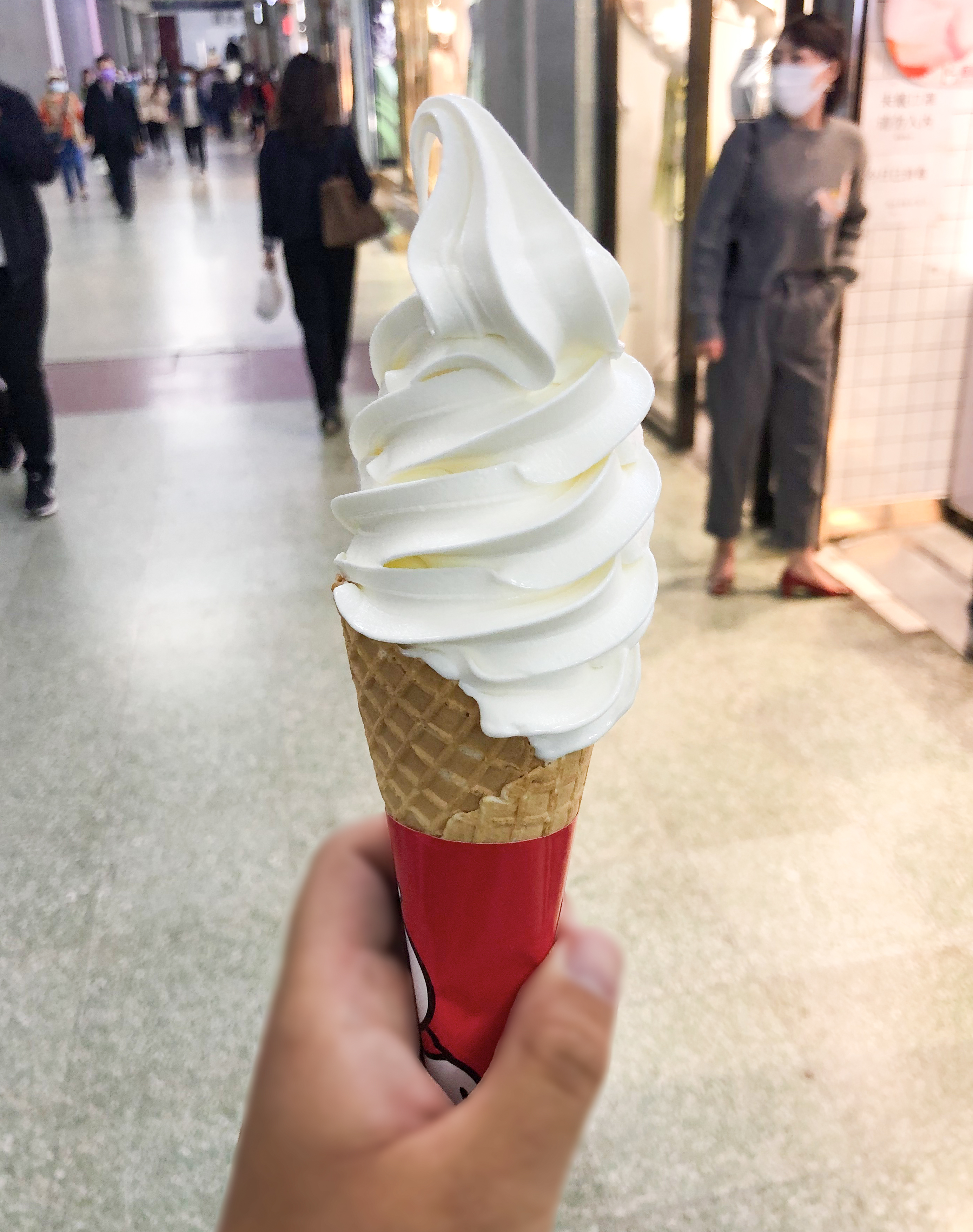
定価3元のアイスクリーム「摩天脆脆」

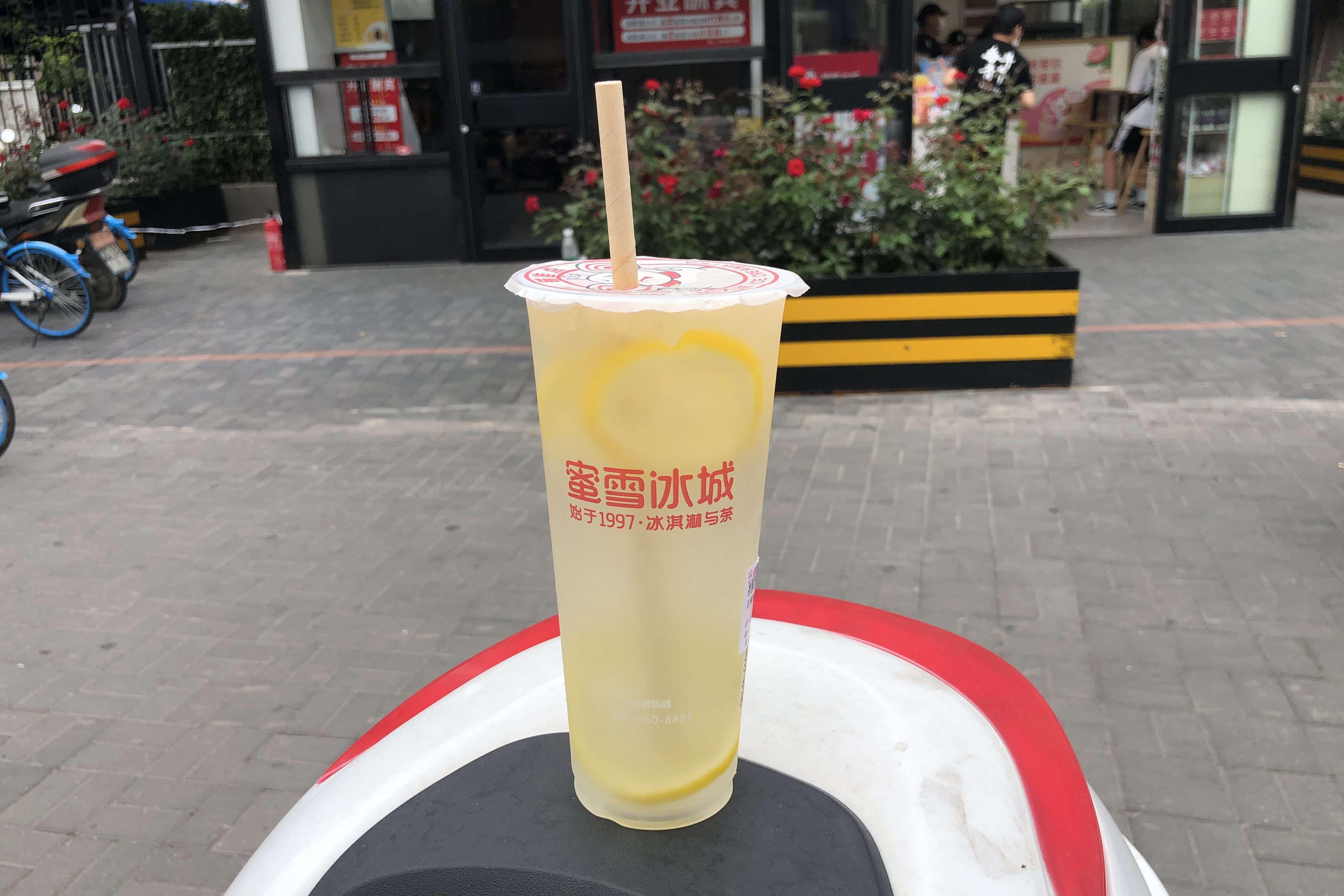
定価4元のレモネード

蜜雪冰城（ミーシュエ、英語: MIXUE、拼音: Mì xuě bīng chéng）は、中華人民共和国においてアイスクリームとハンドシェイクドリンクを主力とするチェーンである。1997年に河南省鄭州市で創業され、高いコストパフォーマンスを特徴としており、中国本土全域に店舗を展開し、特に一線都市および二線都市に密集して出店している。中国本土以外では、2018年から海外市場への進出を開始し、海外店舗は主に東南アジアに集中している。2025年1月時点で、蜜雪冰城グループ全体の店舗数は46,479店に達し、店舗数の点ではスターバックスやマクドナルドを上回り、世界最大の飲食チェーンブランドとなっている。

## 歴史

### 初期の発展
1997年6月、河南財経学院の1年生だった張紅超は、家庭の経済的負担を軽減するために鄭州の燕荘（未来路街道）でアルバイトとして冷たい飲み物を販売する「寒流刨冰」という屋台を営業していた。
1999年4月、店舗を構えて営業を開始し、最初の「蜜雪冰城」を創業した。その後、立ち退きに遭ったため、何度も場所を変えながら営業を続けた。
2003年には、「蜜雪冰城家常菜館」へと業態を転換した。
2006年には再びドリンク市場に戻り、同菜館内に「蜜雪冰城超級冰堡（蜜雪冰城スーパーアイスキャッスル）」を設置した。
2007年春、最初のアイスクリーム専門店を東風路に開店した。

### 会社化
2008年春、文化路にて「鄭州蜜雪冰城商貿有限公司」を登録設立し、アイスクリームのフランチャイズ店舗は180店舗を超えた。当時、会社の株主は張紅超と呂涛で、それぞれ60％と40％の株式を保有していた:64。
2010年、会社は「鄭州両岸企業管理有限公司」に改称され、同時に呂涛の保有する40％の株式はすべて張紅超に譲渡され、会社は独資企業となった:65。
2012年、「河南大咖食品有限公司」を設立し、主要原材料の自社生産化を実現した。
2014年、焦作市温県に物流倉庫センターを設置し、全国において物流無料配送政策を推進、急速な発展を遂げた。
2015年元日、金水区文化路と北環交差点の瀚海・北金商務中心に本社を移転し、延べ面積4,000平米を超える5A甲クラスのオフィスを保有した。
2016年12月5日、張紅超は自身が保有していた両岸有限の50％の株式を弟・張紅甫に譲渡し、以後は兄弟による持ち株体制となった:65。
2018年、450畝（約30ha）の両岸集団産業園を新設し、同年にはベトナム・ハノイに初の海外店舗を開業した。また同年11月、マーケティング会社「華与華」と提携し、王冠をかぶり赤いマントをまとい、アイスクリームの杖を手にした白い雪だるまのキャラクター「雪王」をマスコットとして導入した。以降、蜜雪冰城のブランドイメージ、店舗デザイン、グッズなどはすべて「雪王」シンボルを中心に構築され、閉店後のシャッターにも巨大な「雪王」の姿が描かれるようになった。
2020年6月22日、公式微博を通じて、世界の店舗数が1万店を突破したと発表した。これはまた、中国において初めて店舗数1万を超えた茶系ドリンクブランドともなった。同月、同社は従業員持株制度「青春無畏」と「始於足下」を設立した。2020年12月には、蜜雪冰城は全体が株式会社へと改組され:70、同時に美団龍珠、高瓴資本集団、CPE源峰からの出資を受けた。
2020年にはインドネシアに進出し、バンドンのCihampelas Walkショッピングセンターに店舗を開設した。
2021年9月29日、河南証券監督局にて上場指導備案を実施した。
2022年2月には、マレーシアとシンガポールに店舗を開設し、当初はクアラルンプールに2店舗、ジョホールバルに1店舗を設けた。同年9月22日、蜜雪冰城のA株上場申請は中国証券監督管理委員会によって正式に受理された。目論見書によれば、2021年の営業収益は103.51億元で、前年比121.18％の成長を遂げた。2022年3月末時点での店舗数は22,276店舗で、中国のハンドシェイクドリンク業界における店舗数で首位を占め、ネットワークは中国国内31の省・自治区・直轄市およびベトナム、インドネシアなどの国外地域に及ぶ。蜜雪冰城ブランドのほか、同社はコーヒーチェーン「幸運咖」、アイスクリームチェーン「極拉図」（後に売却済み）も保有していた。しかし、2023年に中国本土で証券市場の全面的な登録制が施行されたことに伴い、深圳証券取引所での上場を予定していた蜜雪冰城は申請の移行を行わなかったため、上場計画は一時的に棚上げとなった。
2022年11月23日、韓国・ソウルの中央大学校付近に正式に店舗を開設した。12月2日には、小紅書の公式アカウント「MIXUE.Japan」において深夜に日本進出を発表し、出店場所を東京・表参道に決定したと告知した。
2023年2月、オーストラリアのシドニーおよびブリスベンに初の店舗を開設し、メルボルン店も準備中である。
2023年12月18日、香港に初の店舗を開店し、旺角・ネイザンロードの銀行中心広場1階に出店した。
2024年1月2日、香港証券取引所に上場目論見書を正式に提出した。しかし初回の申請は聴聞段階に進まず失効し、上場計画はいったん棚上げとなった。2025年1月になって再度目論見書を提出し、同年1月6日、中国証券監督管理委員会より海外上場の備案認可を取得した。
2024年7月12日、マカオ初の店舗を開設し、中区の佳富商業中心に出店した。

2025年2月14日、香港証券取引所の上場聴聞を通過した。その後の一般公募において、蜜雪冰城の調達申込総額は1.83兆香港ドルを突破し、快手の1.2兆香港ドルの記録を塗り替えた。3月3日には香港証券取引所に上場し、初日の始値は1株あたり262香港ドル、終値は290香港ドルとなり、時価総額は約1,100億香港ドルに達した。2025年5月23日時点で、蜜雪冰城の時価総額は2,046億香港ドルに達し、株価は上場当初から150％以上の上昇を記録している。

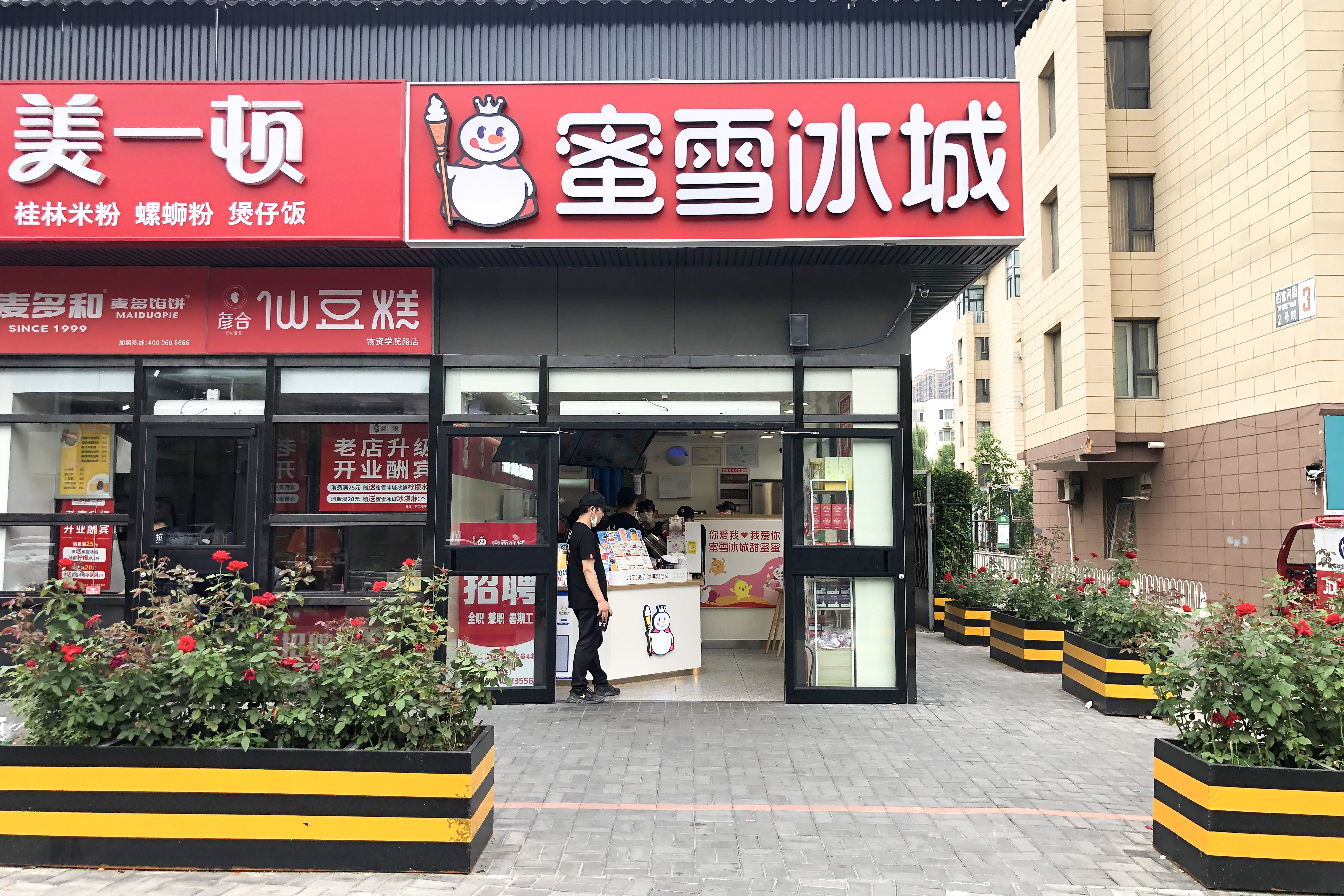
中国・北京市の物資学院路店。店内に「你愛我，我愛你，蜜雪冰城甜蜜蜜（相思相愛、蜜雪冰城は甘々）」の広告スローガンが掲げられている。
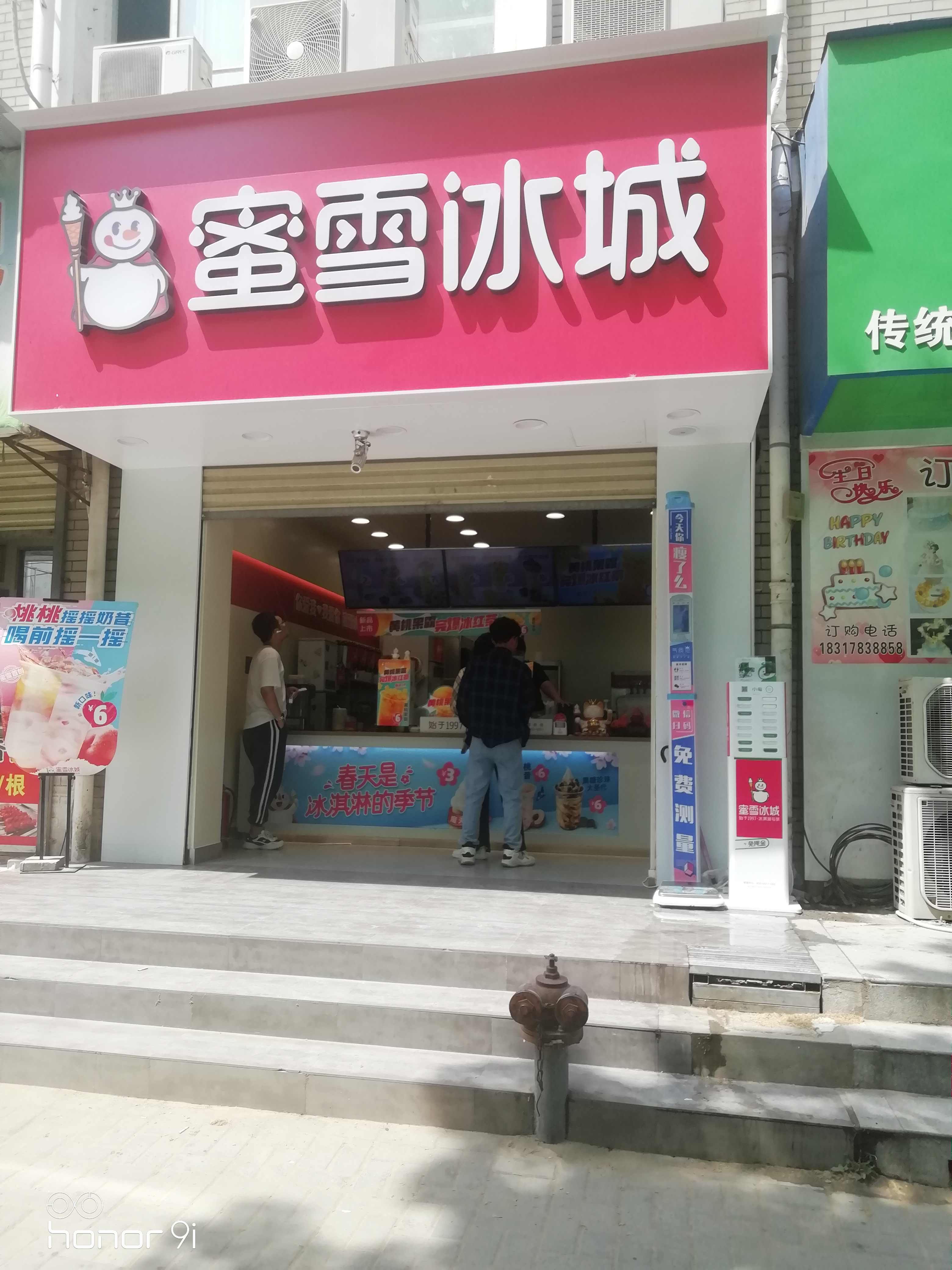
中国・河南省の開封大学校内にある店舗
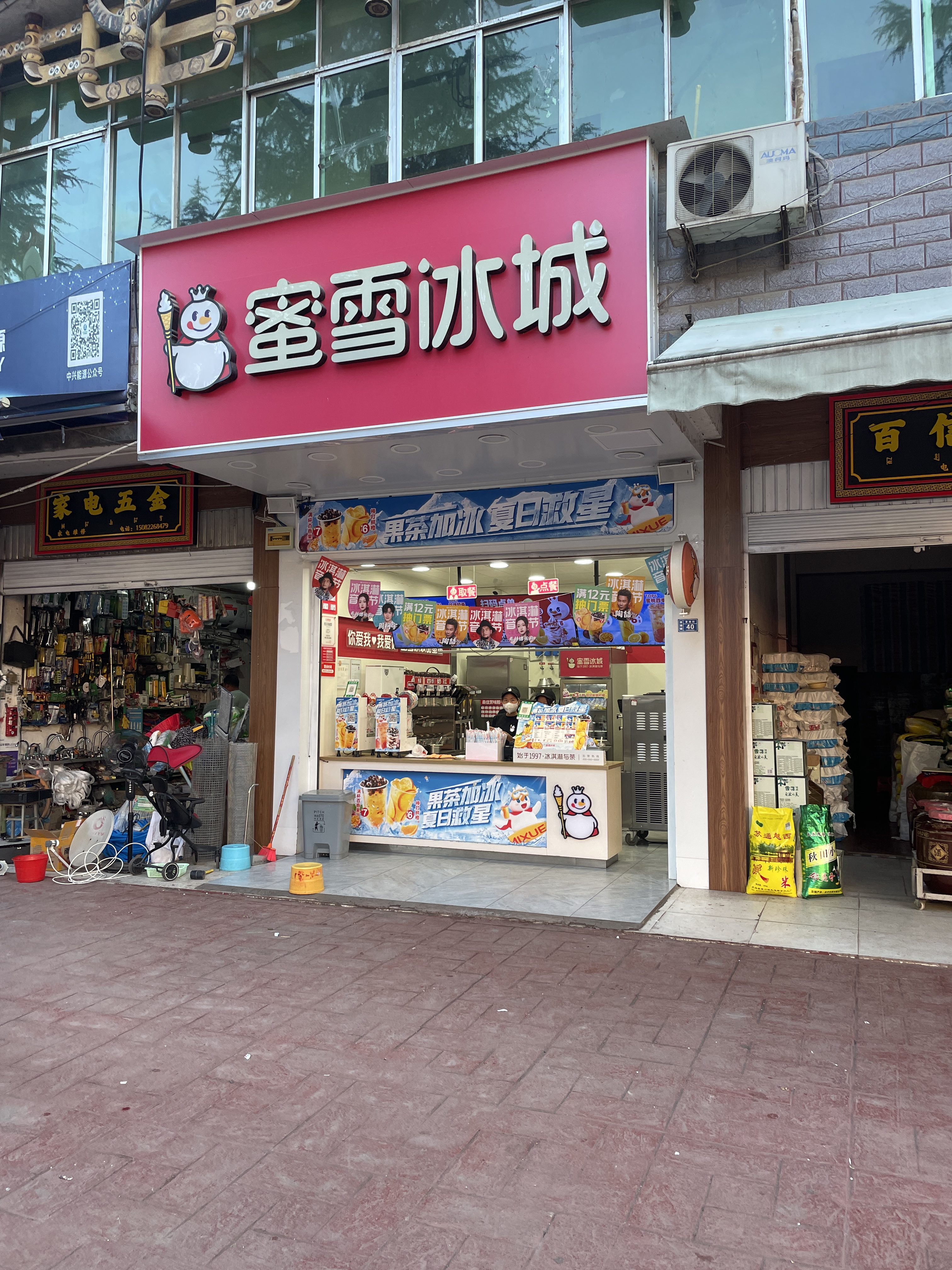
中国・凉山州普雄鎮
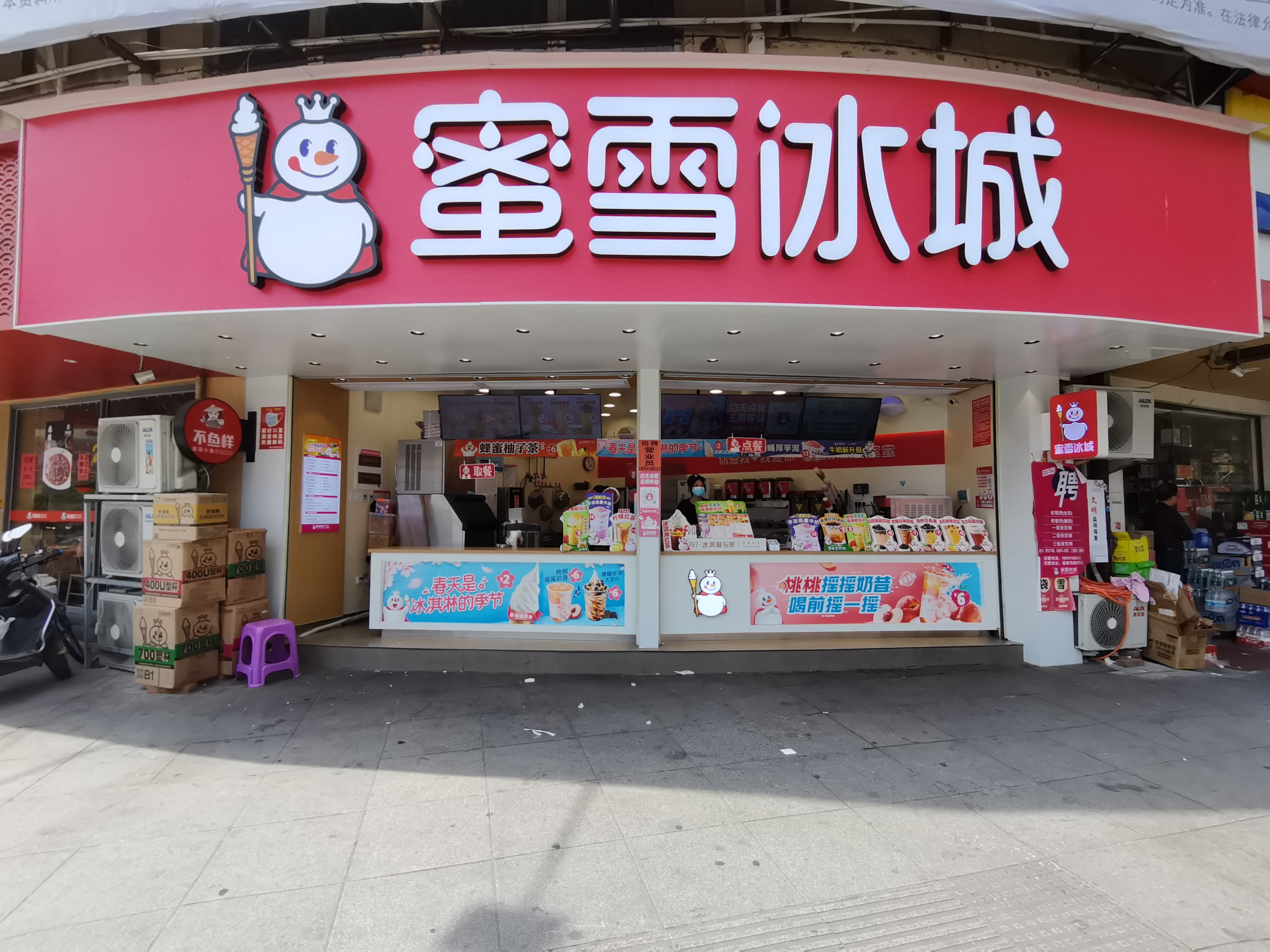
中国・福鼎市宛亭路
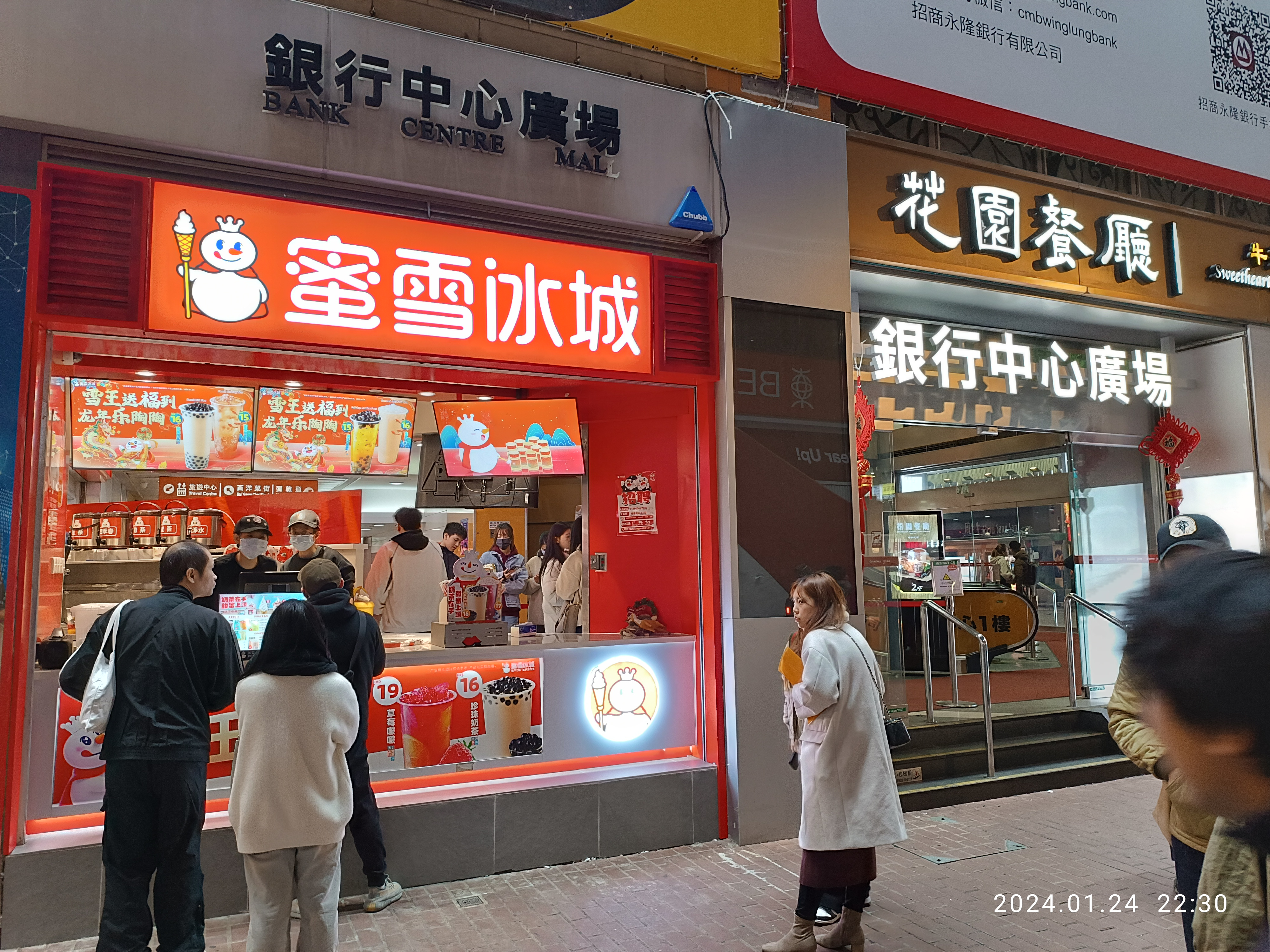
香港・旺角のネイザンロード銀行中心広場1階の店舗
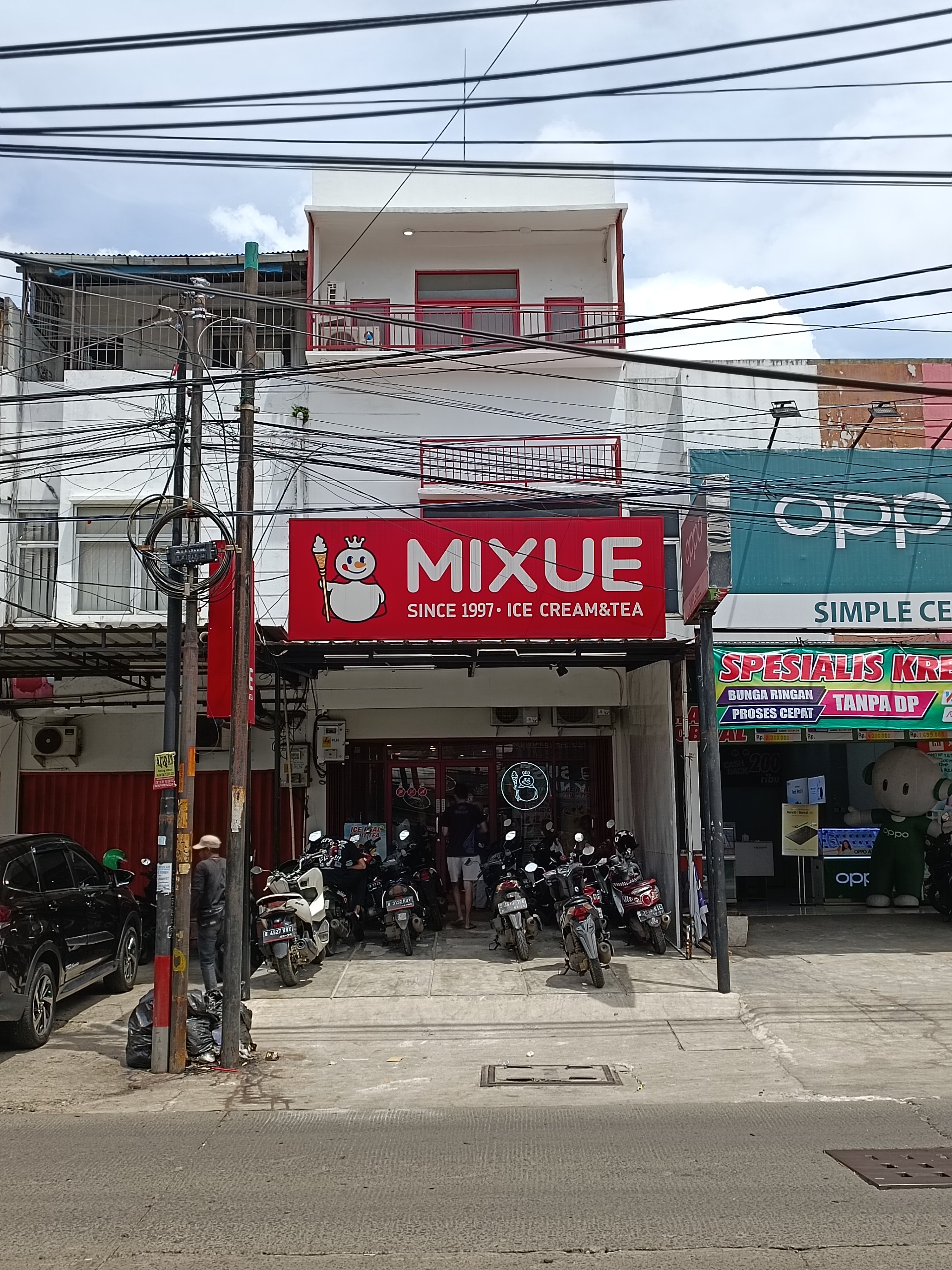
インドネシア・西ジャワ州の店舗
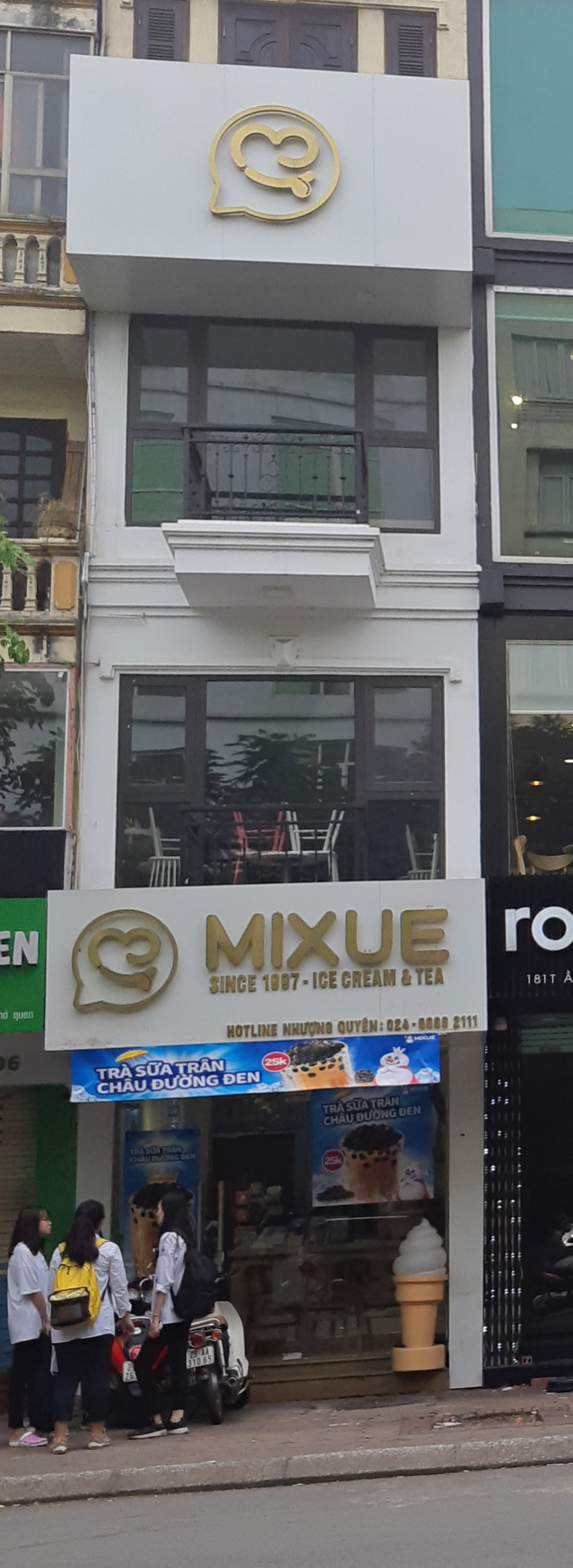
ベトナム・ハノイ二徵夫人郡の店舗
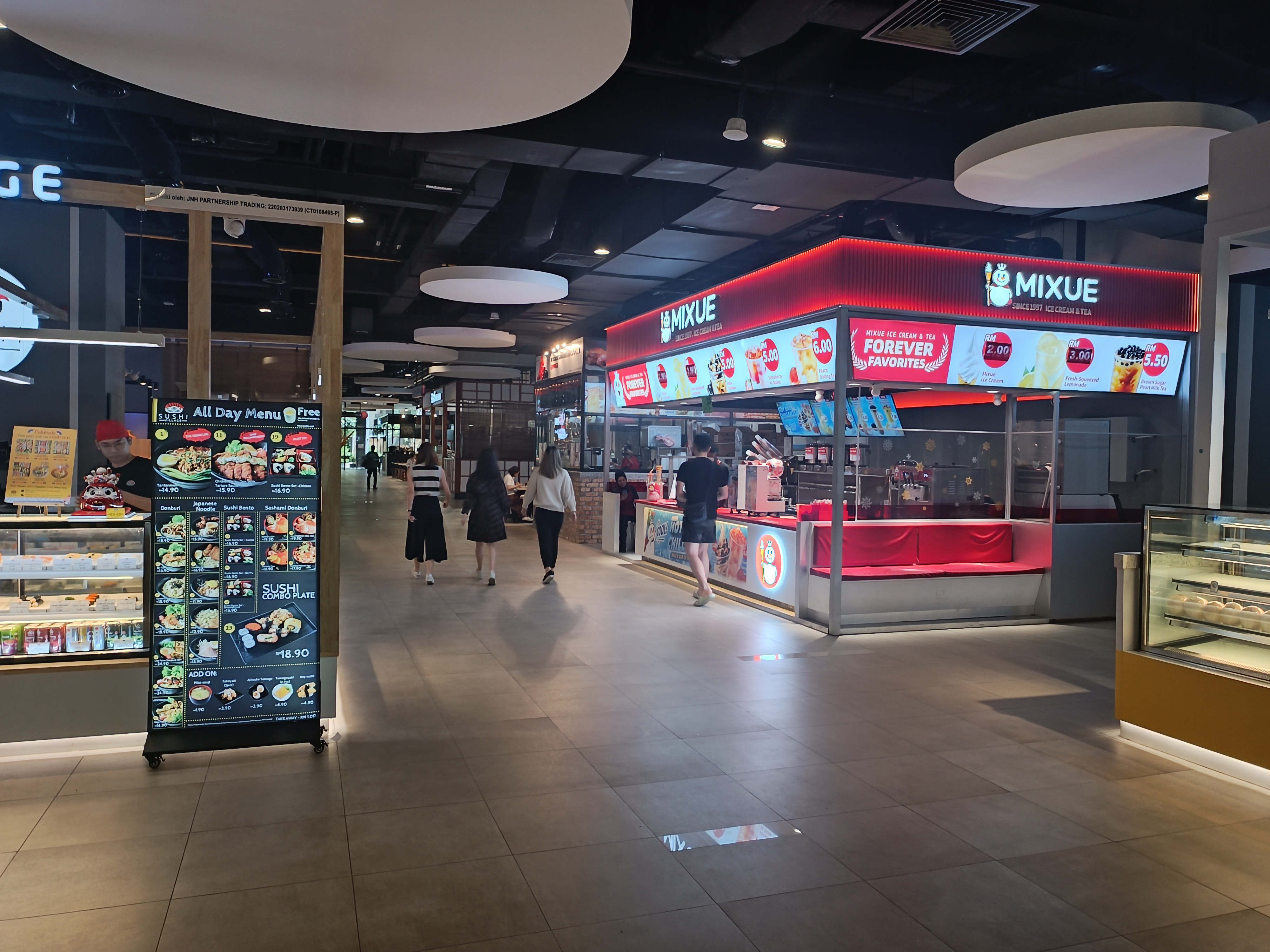
マレーシア・クアラルンプールの店舗
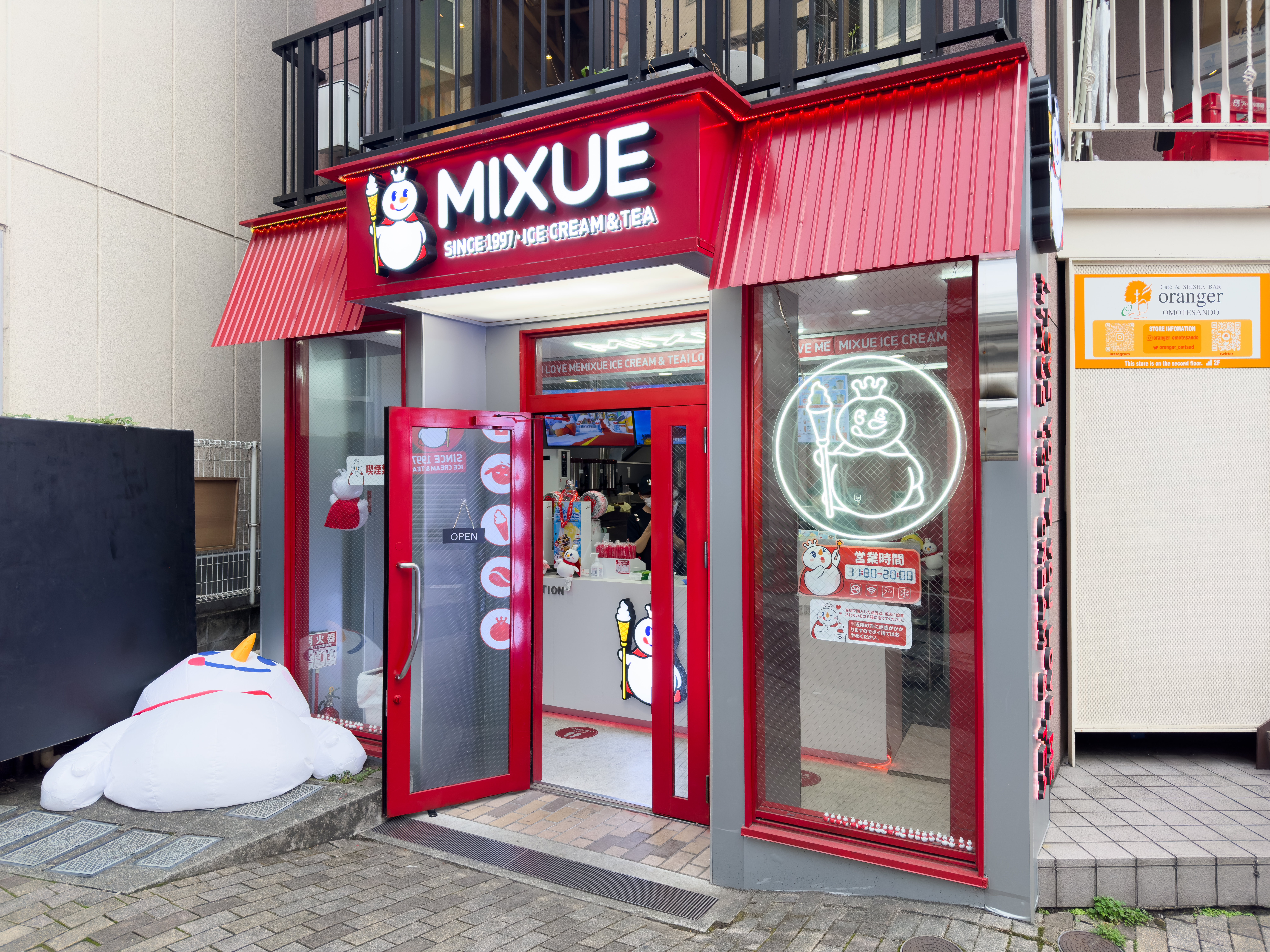
日本・東京表参道店
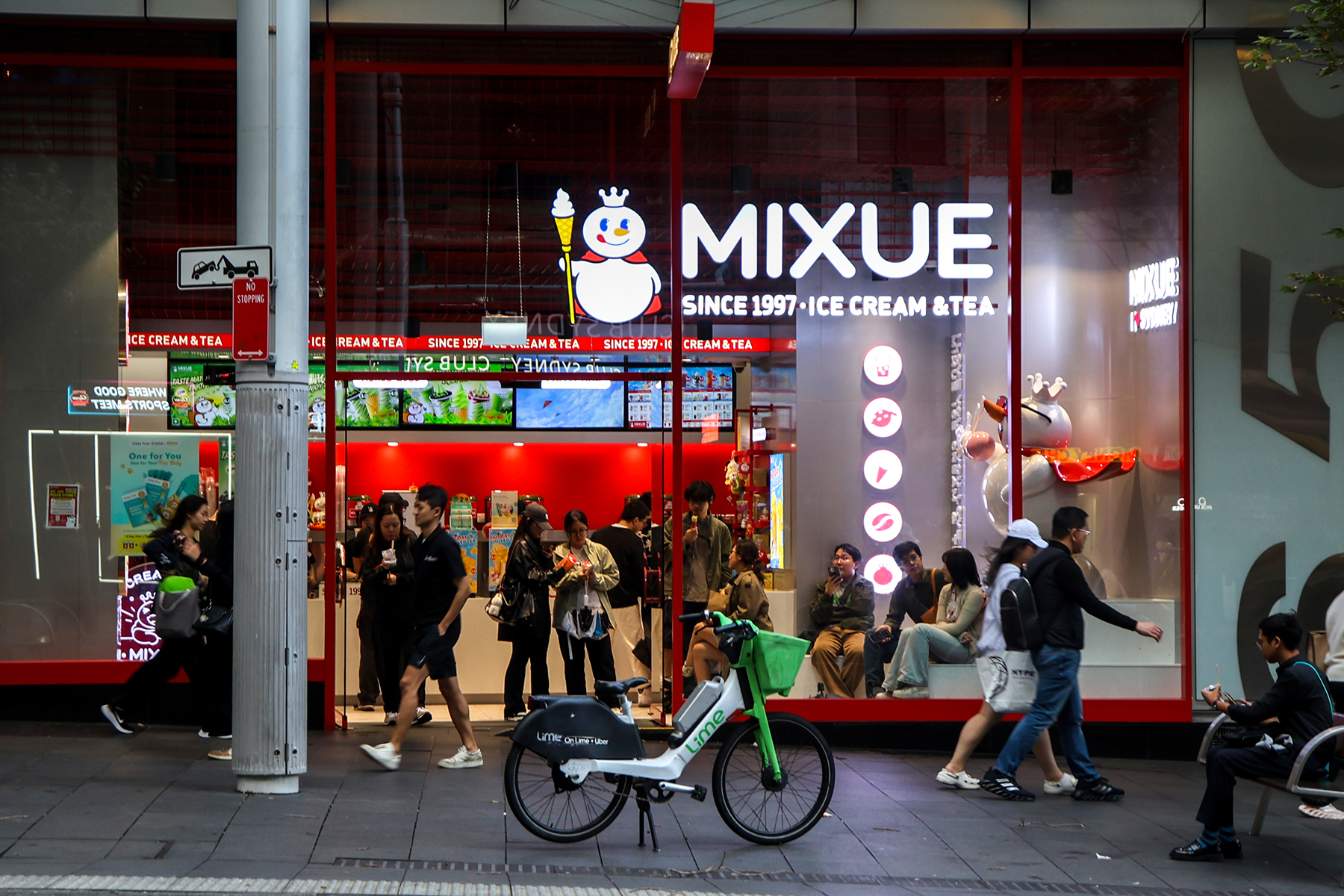
オーストラリア・シドニーの中心部にある店舗

## 主要商品
その傘下の代表的商品「魔天脆脆」は、ベトナムでも販売されている。

## テーマソング
2021年6月3日、蜜雪冰城の公式アカウントがBilibiliにて、アメリカのカントリーソング「おおスザンナ」を改編した「你愛我，我愛你，蜜雪冰城甜蜜蜜（相思相愛、蜜雪冰城は甘々）」というテーマソングのMVを公開した。このテーマ曲は中国のネットユーザーにより多数の派生作品として二次創作され、中国で爆発的に流行したインターネット・ミームとなった。後に新バージョンが2022年に発表された。

## 事件

### 食の安全
2021年5月14日、直営店である鄭州市の永安街店、済南市の大観園店、武漢市の馬湖商業街店において、開封後のロングライフ牛乳、あずき缶、オートミール缶などの食品に貼付された日付ラベルの改竄、さらには前日使用したミルクベースやミルクティー半製品の再利用といった食品安全上の問題がメディアによって暴露された。翌15日、蜜雪冰城は公式微博を通じて謝罪声明を発表し、問題のあった店舗に対し営業停止と整頓を命じた。これを受けて、全国の複数地域の市場監督当局は蜜雪冰城に対する特別整備行動を開始し、河南省市場監督管理局は《全省の飲食サービスにおける蜜雪冰城の食材有効期限の改ざん、前日のミルクベース再使用などの行為に対する特別検査通知》を発出した。鄭州市内の蜜雪冰城35店舗には期限内の改善命令が下され、3店舗は即時営業停止、9店舗にはその場で行政処分通知書が発行された。さらに、沈丘県内の20店舗のうち14店舗で開封時間の虚偽記載や衛生状態の不備が見つかった。江蘇省張家港市では市内全店舗に対して抜き打ち検査が行われ、7店舗全てにマニュアル外のオペレーションがあり、そのうち1店舗では開封食材の日付改竄の疑いがあった。
2022年8月29日、河南省鄭州市の女性が蜜雪冰城のドリンクを飲んだ際に、複数の虫や卵を発見したと訴えた。蜜雪冰城は顧客と連絡を取り、問題解決に努めると表明したが、その後もゴキブリ混入の苦情が相次ぎ、店舗側が適切に対応しなかったとの声が上がった。
2023年3月の『新京報』の調査報道では、2022年11月中旬から12月上旬にかけて記者が江蘇省南京市内の蜜雪冰城2店舗に潜入し、廃棄すべき食材の使用、人件費削減のための手抜き作業、労働契約を結ばない違法就労などの問題が発覚した。2023年3月14日時点で、蜜雪冰城には「黒猫苦情プラットフォーム」上で合計4435件の各種苦情が寄せられており、直近30日間だけでも105件、その多くが食品安全に関するものであった。
さらに、2023年9月には鄭州市の男性が「蜜桃四季春」を注文した際、ドリンク内にクモが混入しているのを発見し、店員に抗議したが対応が不誠実であった。会社側は後に当該店舗が調査を受けており、調査完了まで無期限の営業停止としたと発表した。
2024年6月、中国本土のある店舗において、男性従業員がシンクで足を洗っている様子が撮影された。これに対して中国メディアの記者が店舗の具体的な所在地を問い合わせたところ、カスタマーサービスは「現時点では不明」と回答した。当該店舗にはすでに営業停止および是正命令が出されたものの、正確な所在地は明らかにされていない。
2025年3月14日、湖北経視の「3・15特別報道」にて、湖北省宜昌市の店舗での食品安全問題が報道された。具体的には、冷蔵保存されていない前日のレモンやオレンジのスライスの再利用、劣悪な衛生状態、さらにはミルクティーのカップの蓋に虫が付着している様子が取り上げられた。市場監督当局は直ちに調査に乗り出し、原材料の不適切な保管が確認された。店長は「24時間の監視は困難」と弁明した。
2025年6月9日、香港食物環境衛生署の食物安全中心は、蜜雪冰城沙田好運中心店で販売されていた冷凍デザートから、法定基準を超える大腸菌群および細菌総数が検出されたと発表した。当局は違反事項について当該店舗に通告し、問題のある製品の販売中止と廃棄を命じたうえで、店舗責任者および従業員に対し食品安全と衛生に関する研修を実施。また、店舗には全面的な清掃と消毒を求めた。

### 違法な児童労働
2022年4月2日、浙江省天台県の蜜雪冰城飲品店は、違法に児童労働者を雇用したとして、地元の総合行政執法局から1.25万元の罰金処分を受けた。同年7月には、山東省聊城市茌平県の店舗でも同様の違反が確認され、5000元の罰金が科された。
さらに2023年4月、黒竜江省牡丹江市東安区に所在する步行街中店および勧業場店の2店舗が、児童労働者を7日間にわたり違法に雇用したとして、各5000元の罰金を科された。

### 商品の味わい
2024年6月、蜜雪冰城が新商品「糯香レモンティー（糯香柠檬茶）」を発売し、広く議論を呼んだ。一部の消費者はこの商品について「もち米の香りがして独特で美味しい」と評価する一方で、「足の臭いのようだ」「雑巾のような風味」と否定的に表現する声も少なくなかった。同社カスタマーサービスは、味の好みは人それぞれであり、「お口に合わないと思われる場合は、ご購入をお控えいただくのがよい」と回答した。蜜雪冰城の公式微博では、「この飲料の特有の香りは、天然の糯米香葉（もち米の香りを持つ葉）によるものである」と説明している。